# Semi Precious Weapons
«Semi Precious Weapons» — американський рок-гурт, заснований у 2006 році у місті Нью-Йорк. Лідером та вокалістом гурту є музикант і дизайнер ювелірних прикрас Джастін Трентер.

## Учасники

### Поточний склад
- Джастін Трентер (англ. Justin Tranter) — вокал
- Коул Вітл (англ. Cole Whittle) — бас-гітара
- Ден Крін (англ. Dan Crean) — ударні
- Стіві Пайн (англ. Stevy Pyne) — гітара

### Колишні учасники
- Аарон Лі Тасьян (англ. Aaron Lee Tasjan) — гітара
- Джо Макканта (англ. Joe McCanta)

## Історія

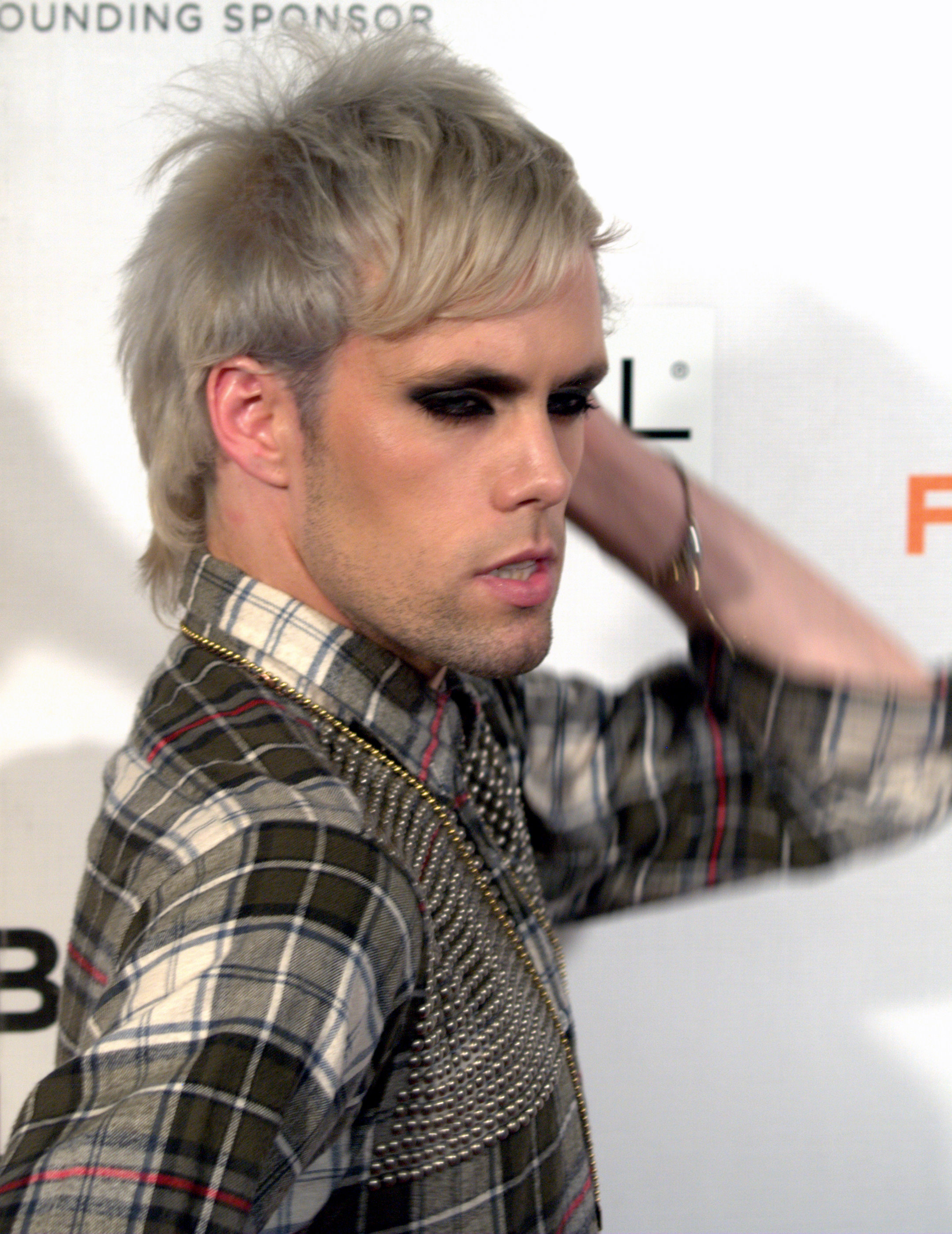
Вокаліст і фронтмен Джастін Трентер

Гурт «Semi Precious Weapons» був створений випускниками Музичного коледжу Берклі Трентером, Вітлом, Кріном і Тасьяном у 2006 році. Через рік вийшов їх перший альбом «We Love You», який випустили у вільний доступ.
У березні 2008 року гурт підписав угоду з лейблом Razor & Tie. Альбом «We Love You» був перевиданий під цим лейблом 30 вересня 2008 року. «Semi Precious Weapons» приєдналися до Interscope в листопаді 2009-го. З 27 листопада гурт виступав як спеціальні гості під час турне Леді Гаги «The Monster Ball Tour». Водночас розпочався запис нового альбому під назвою «You Love You», що був випущений 29 червня 2010 року.
18 березня 2010 року однойменна із назвою гурту пісня «Semi Precious Weapons» вперше стала номером один у Новій Зеландії на радіостанції «Edge».
Учасники гурту виконали епізодичну роль у відеокліпі на пісню Леді Гаги і Бейонсе «Telephone».
У 2012 році «Semi Precious Weapons» записують і планують випустити свій третій студійний альбом.
Серед шанувальників цього гурту є такі відомі люди, як модель Кейт Мосс, скандальний блогер Перез Хілтон.
Журнал «Vogue» та газета «The Independent» надали «Semi Precious Weapons» похвальні відгуки.

## Дискографія

### Студійні альбоми

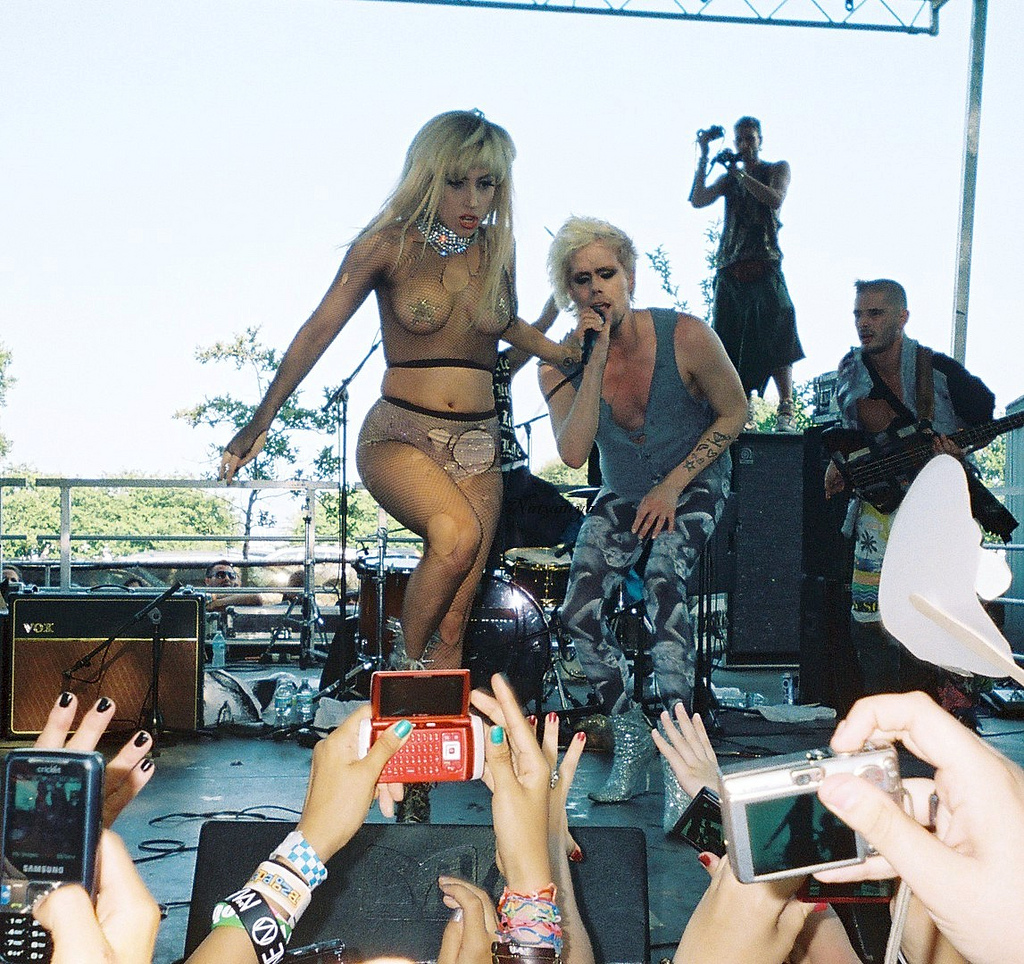
Під час виконання «Magnetic Baby» разом з Lady Gaga у 2010 році.

| We Love You                                   | - Дата релізу: 30 вересня, 2008 - Лейбл: Razor & Tie - Формат: CD, цифрове скачування              | —  |
| You Love You                                  | - Дата релізу: 29 червня, 2010 - Лейбл: Interscope/Geffen Records - Формат: CD, цифрове скачування | 10 |
| Aviation High                                 | - Дата релізу: 2013 - Лейбл: Epic Records - Формат: CD, цифрове скачування                         | —  |
| «—» позначає релізи, які не потрапили в чарти | |    |

### Сингли
| Рік  | Сингл                   | Альбом       |
| ---- | ----------------------- | ------------ |
| 2010 | «Semi Precious Weapons» | You Love You |
| 2010 | «Magnetic Baby»         | You Love You |
| 2010 | «Look at Me»            | You Love You |